# تشودوس
بلدية تشودوس (بالإسبانية: Chodos)‏، هي إحدى بلديات مقاطعة كاستيلون التي تقع في منطقة بلنسية، في شرق إسبانيا.
يبلغ عدد سكانها 128 نسمة وفقاً لإحصائية سنة (2006).